# R-UIM

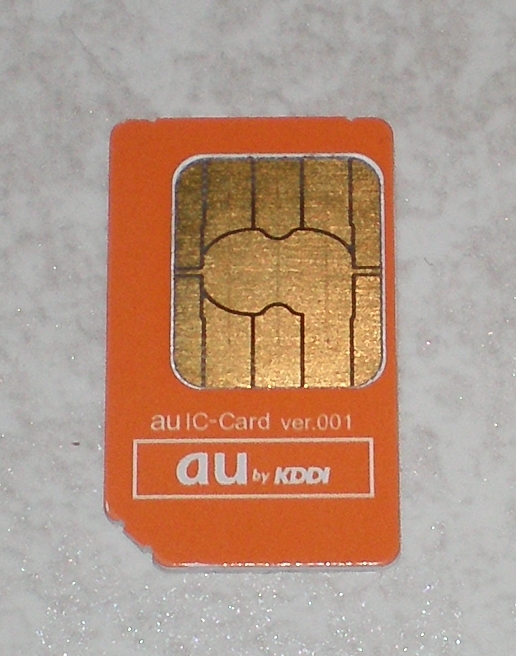
IC-карта японского оператора au

R-UIM (англ. Removable User Identity Module — сменная идентификационная карточка пользователя) — идентификационный модуль абонента, содержащий необходимые служебные данные для работы мобильного телефона в сотовой сети IMT-MC-450 (CDMA2000). 
Аналогична по своим функциям обычной SIM-карте для GSM-телефонов.

## Особенности
Это съёмная карта памяти с микропроцессором, содержащая индивидуальные данные абонента (номер телефона, записная книжка и др.), призванная повысить удобство пользования услугами и облегчить замену телефонных аппаратов. При помощи R-UIM карты абонент может заменить свой мобильный телефон, вставив карту в другой мобильный телефон СDMA2000. R-UIM карта обеспечивает доступ к ресурсам сети, возможность заносить данные записной книжки, а также защиту от несанкционированного использования выделенного абоненту телефонного номера. Предшественником R-UIM карты является SIM (Subscriber Identity Module) в стандарте GSM. Внедрение возможности разделения функции идентификации оборудования и абонентов в стандарте CDMA позволило пользователям R-UIM карт легко менять сотовые телефоны, тарифные планы и т. д.
В декабре 2002 года сменная пользовательская идентификационная карточка для мобильных телефонов стандарта CDMA была представлена в калифорнийском городе Сан-Диего на конференции CDMA American Congress финской компанией Nokia и американской Gemplus. Обеспечение поддержки новых карт GemXplore World в новых моделях CDMA-телефонов ликвидировал один из их основных недостатков — изменение только посредством обновления микропрограммы. Прежде владельцу телефона, желавшему сохранить свой номер при поездке в другой город или регион или при покупке нового аппарата требовалось посетить офис своей компании, где его телефон «перепрограммировали».
Теперь в стандарте CDMA существует два варианта эксплуатации сотовых терминалов:
- Программирование самого терминала для работы в сети (прошивка и настройка телефона под сеть оператора);
- использование R-UIM карты.

С первого взгляда R-UIM напоминает SIM-карту для GSM телефона. Но R-UIM — это двухрежимное решение и предоставляет возможность в одной карте хранить данные, которые могут использоваться и в GSM и в CDMA-телефонах.
Например, содержимое телефонной книжки, сообщения SMS. И данные для идентификации стандарта GSM и для CDMA, которые будут прочитаны телефоном соответствующего стандарта.
Используя такую карточку, владелец CDMA может вставить R-UIM карту в GSM-телефон и сразу же получит возможность пользоваться своими данными, которые поддерживаются в GSM сети. Когда R-UIM используется в GSM-телефоне, то карточка воспринимается как GSM 11.11 Subscriber Identity Module (SIM-карта).
Для международных путешествий R-UIM предоставляет возможность роуминга между CDMA и GSM с одним и тем же многорежимным терминалом или использования в роуминге GSM терминала с сохранением домашнего номера (т. н. пластиковый роуминг).

## Преимущества
- Позволяет пользователям в роуминге пользоваться не только сетями своего CDMA, но и GSM-сетями, используя многорежимное устройство либо GSM терминал;
- Исключает необходимость потребителя программировать телефоны, PDA и другие беспроводные устройства при смене номера;
- Предоставляет возможность выполнять некоторые банковские операции. Можно посмотреть состояние своего счёта в банке, делать платежи, проверить курс акций, управлять собственными пакетами ценных бумаг — всё это можно сделать прямо с мобильного телефона. При этом используются одни из самых современных систем безопасности.

## Технические характеристики
- Стандарт IS-820;
- Поддержка всех стандартных протоколов аутентификации CDMA;
- Объём запоминающего устройства — от 300 байт до 32 Кбайт;
- IS-95A/B решения: чипсеты MSM3000 и MSM3100;
- CDMA2000® 1X решения: чипсеты MSM5105, MSM5500, MSM6000, MSM6050, MSM6100, MSM6300 и MSM6500.